# Stenospermation
Stenospermation Schott – rodzaj roślin zielnych z rodziny obrazkowatych, obejmujący 45 gatunków, występujących w tropikalnej Ameryce, od Gwatemali do Boliwii i północnej Brazylii. Nazwa rodzaju pochodzi od greckich słów στενος (stenos – zwężony, wąski) i σπέρμα (sperma – nasienie) i odnosi się do budowy nasion tych roślin.

## Morfologia
ŁodygaGęsto pokryta liśćmi, wzniesiona, zwykle wydłużona, z licznymi trichosklereidami.
LiścieRośliny tworzą wiele liści właściwych na ogonkach kolankowatych u nasady blaszki liściowej, tworzących długą pochwę. Blaszki liściowe podłużno-eliptyczne lub lancetowate, skośne, często raczej grube. Nerwacja pierwszorzędowa pierzasta, niewyraźna, zbiegająca do żyłki marginalnej. Użyłkowanie drugorzędowe równolegle-pierzaste, dalsze niewidoczne.
KwiatyRośliny tworzą na długim pędzie kwiatostanowym pojedynczy kwiatostan typu kolbiastego pseudancjum, często zwisający. Pochwa kwiatostanu zwinięta, otwierająca się w okresie kwitnienia, łódko-kształtna lub szeroko otwarta, biała. Kolba zwykle osadzona na szypule, rzadko siedząca, cylindryczna, pokryta obupłciowymi kwiatami pozbawionymi okwiatu. Kwiaty zbudowane z 4 wolnych pręcików i pojedynczej zalążni. Pręciki o wydłużonych, spłaszczonych nitkach i jajowato-eliptycznych pylnikach, otwierających się przez podłużną szczelinę. Zalążnia spłaszczona do cylindrycznej, (1-)2-komorowa, zawierająca w każdej komorze od 2 do wielu anatropowych zalążków, powstających z bazalnego łożyska. Szyjka słupka szersza od zalążni, ścięta, zakończona eliptycznym lub punktowatym znamieniem.
OwoceOdwrotnie jajowate, wierzchołkowo ścięte jagody, białe, pomarańczowe (S. ulei) do czerwonawo-pomarańczowych lub żółtych. Nasiona maczugowate do eliptycznych, o zgrubiałej, gładkiej łupinie. Bielmo obfite.
Gatunki podobnePrzedstawiciele rodzaju Rhodospatha, od których różni się bazalnym położeniem łożyska w zalążni, maczugowatymi nasionami i zgrubiałymi blaszkami liściowymi.
GenetykaLiczba chromosomów 2n = 28.

## Biologia i ekologia
RozwójWieloletnie, wiecznie zielone, epifity,  pnące hemiepifity lub naziemne rośliny zielne.
SiedliskoLasy deszczowe i lasy mgliste.

## Systematyka
Pozycja rodzaju według Angiosperm Phylogeny Website (aktualizowany system APG IV z 2016)Należy do plemienia Monstereae, podrodziny Monsteroideae, rodziny obrazkowatych (Araceae), rzędu żabieńcowców (Alismatales) w kladzie jednoliściennych (ang. monocots).
Gatunki
| - Stenospermation adsimile Sodiro - Stenospermation ammiticum G.S.Bunting - Stenospermation amomifolium (Poepp.) Schott - Stenospermation ancuashii Croat - Stenospermation andreanum Engl. - Stenospermation angosturense Engl. - Stenospermation angustifolium Hemsl. - Stenospermation arborescens Madison - Stenospermation archeri K.Krause - Stenospermation brachypodum Sodiro - Stenospermation crassifolium Engl. - Stenospermation densiovulatum Engl. - Stenospermation dictyoneurum Croat & Acebey - Stenospermation ellipticum Croat & D.C.Bay - Stenospermation escobariae Croat & D.C.Bay - Stenospermation flavescens Engl. - Stenospermation flavum Croat & D.C.Bay - Stenospermation glaucophyllum Croat & D.C.Bay - Stenospermation gracile Sodiro - Stenospermation hilligii Sodiro - Stenospermation interruptum Sodiro - Stenospermation latifolium Engl. - Stenospermation longifolium Engl. | - Stenospermation longipetiolatum Engl. - Stenospermation maguirei A.M.E.Jonker & Jonker - Stenospermation majus Grayum - Stenospermation marantifolium Hemsl. - Stenospermation mathewsii Schott - Stenospermation monsalvae Croat & D.C.Bay - Stenospermation multiovulatum (Engl.) N.E.Br. - Stenospermation nebulense G.S.Bunting - Stenospermation parvum Croat & A.Gomez - Stenospermation peripense Sodiro - Stenospermation pittieri Steyerm. - Stenospermation popayanense Schott - Stenospermation pteropus Grayum - Stenospermation robustum Engl. - Stenospermation rusbyi N.E.Br. - Stenospermation sessile Engl. - Stenospermation spruceanum Schott - Stenospermation subellipticum Sodiro - Stenospermation ulei K.Krause - Stenospermation velutinum Croat & D.C.Bay - Stenospermation wallisii Mast. - Stenospermation zeacarpium Madison |

## Zagrożenie i ochrona
7 gatunków roślin z tego rodzaju znajduje się w Czerwonej księdze gatunków zagrożonych z uwagi na niszczenie siedlisk:
| Gatunek                       | Status zagrożenia               |
| ----------------------------- | ------------------------------- |
| Stenospermation arborescens   | EN (zagrożony) B1ab(iii)        |
| Stenospermation brachypodum   | DD (niedostatecznie rozpoznane) |
| Stenospermation gracile       | VU (narażony) B1ab(iii)         |
| Stenospermation hilligii      | VU (narażony) B1ab(iii)         |
| Stenospermation interruptum   | DD (niedostatecznie rozpoznane) |
| Stenospermation peripense     | DD (niedostatecznie rozpoznane) |
| Stenospermation subellipticum | DD (niedostatecznie rozpoznane) |